# Phylloscopus pulcher
El mosquitero elegante (Phylloscopus pulcher) es una especie de ave paseriforme de la familia Phylloscopidae propia de las montañas de sur de Asia.

## Distribución y hábitat
Se extiende por los bosques de las montañas del sur de Asia, desde el Himalaya a sus montañas aledañas al noreste y sureste, distribuido por Bután, Birmania, oeste de China, norte de la India, Laos, Nepal, Tailandia y Vietnam.